# Suovetaurilia

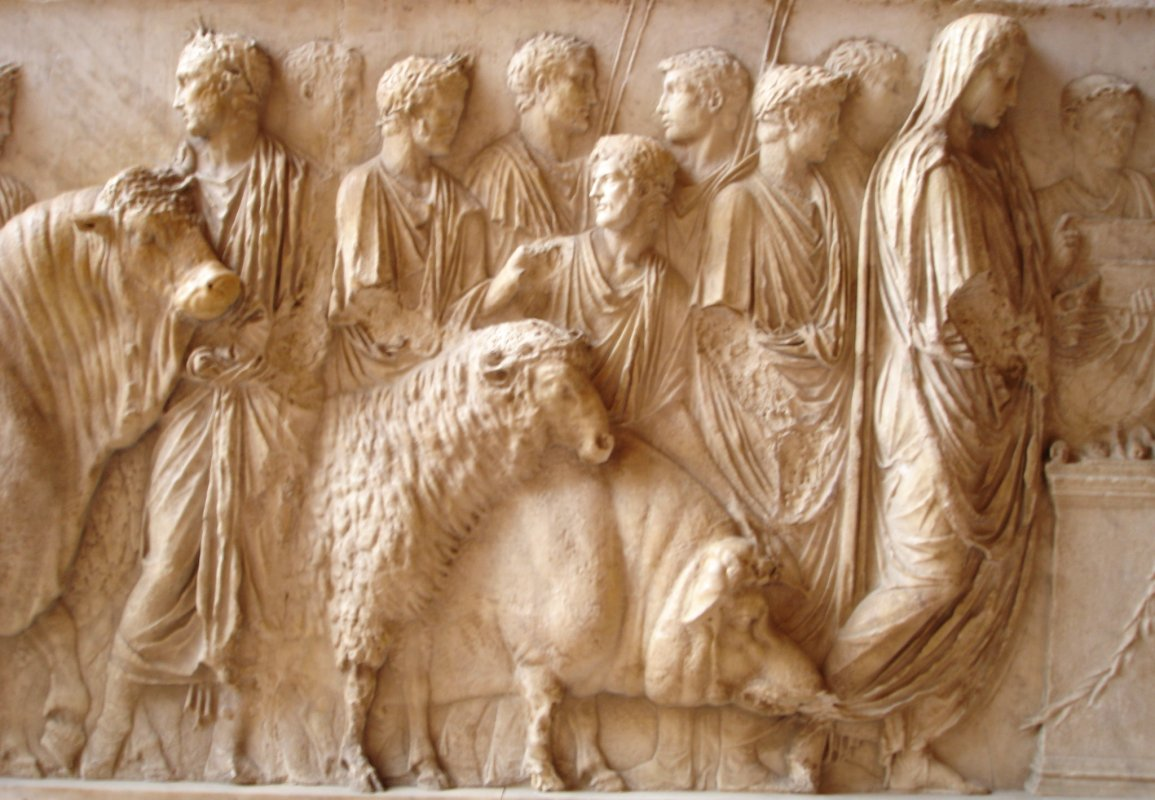
Suovetaurilia avbildat på en romersk sarkofag från första hälften av första århundradet e.Kr. (Louvren, Paris).

Suovetaurilia är det speciella ”tredjursoffer” som förekom i antikens Rom. Det ägde vanligtvis rum vid avslutningen av en censusförrättning.
Namnet suovetaurilia kommer av latinets sus ’svin’, ovis ’får’, och taurus ’tjur’.